# Ramoní
Ramón Díaz Cruz, plus connu comme Ramoní, est un footballeur espagnol, né le 19 août 1946 à Cadix en Andalousie. Il évolue au poste de milieu de terrain.

## Biographie
Ramoní débute chez les professionnels à l'âge de 18 ans au RCD Espanyol lors de la saison 1964-1965. Après deux saisons comme remplaçant, il se fait une place dans le onze titulaire lors de la saison 1966-1967.
En 1968, après quatre saisons avec l'Espanyol, il est recruté par le club du Grenade CF qui joue en D1.
En 1969, il signe avec le Barcelone CF lors d'une opération dans laquelle entre son ami Juanito Mariana qui quitte Barcelone pour Grenade.
En été 1971, il rejoint le Seville CF qui descend en deuxième division au terme de la saison.
Au total, il dispute 80 matchs en première division espagnole, marquant un but.